# Janine Beckie
Janine Elizabeth Beckie (Highlands Ranch, 20 agosto 1994) è una calciatrice statunitense naturalizzata canadese, attaccante del Racing Louisville e della nazionale canadese.

## Palmarès

### Club
- National Women's Soccer League: 1

Portland Thorns: 2022
- FA Women's Cup: 1

Manchester City: 2018-2019
- FA Women's League Cup: 1

Manchester City: 2018-2019

### Nazionale
- Algarve Cup: 1

2016
- Bronzo olimpico: 1

Rio de Janeiro 2016
- Oro olimpico: 1

Tokyo 2020